# Premi César 2010
La cerimonia di premiazione della 35ª edizione dei Premi César si è svolta il 27 febbraio 2010 al Théâtre du Châtelet di Parigi. È stata presieduta da Marion Cotillard e presentata da Valérie Lemercier e Gad Elmaleh. È stata trasmessa da Canal+.
Le candidature sono state rese note il 22 gennaio 2010. Ad ottenerne il maggior numero (tredici) è stato Il profeta (Un prophète) di Jacques Audiard, eguagliando il record di Cyrano de Bergerac, Il favoloso mondo di Amélie (Le fabuleux destin d'Amélie Poulain) e Subway di Luc Besson.
Il profeta è stato il grande trionfatore di questa edizione, con nove premi vinti, uno in più di quelli raccolti dal precedente film di Audiard, Tutti i battiti del mio cuore (De battre mon cœur s'est arrêté), nell'edizione del 2006, ma uno in meno del record tuttora detenuto da Cyrano de Bergerac e L'ultimo metrò (Le dernier métro).
Nel corso della cerimonia è stato reso omaggio ad Éric Rohmer, scomparso l'11 gennaio 2010, ed è stato consegnato un Premio César onorario ad Harrison Ford.

## Vincitori e candidati
I vincitori sono indicati in grassetto, a seguire gli altri candidati.

### Miglior film
- Il profeta (Un prophète), regia di Jacques Audiard
- À l'origine, regia di Xavier Giannoli
- Il concerto (Le Concert), regia di Radu Mihăileanu
- Gli amori folli (Les Herbes folles), regia di Alain Resnais
- La journée de la jupe, regia di Jean-Paul Lilienfeld
- Rapt, regia di Lucas Belvaux
- Welcome, regia di Philippe Lioret

### Miglior regista
- Jacques Audiard - Il profeta (Un prophète)
- Lucas Belvaux - Rapt
- Xavier Giannoli - À l'origine
- Philippe Lioret - Welcome
- Radu Mihăileanu - Il concerto (Le Concert)

### Miglior attore
- Tahar Rahim - Il profeta (Un prophète)
- Yvan Attal - Rapt
- François Cluzet - À l'origine
- François Cluzet - Le Dernier pour la route
- Vincent Lindon - Welcome

### Miglior attrice
- Isabelle Adjani - La journée de la jupe
- Dominique Blanc - L'Autre
- Sandrine Kiberlain - Mademoiselle Chambon
- Kristin Scott Thomas - L'amante inglese (Partir)
- Audrey Tautou - Coco avant Chanel - L'amore prima del mito (Coco avant Chanel)

### Migliore attore non protagonista
- Niels Arestrup - Il profeta (Un prophète)
- Jean-Hugues Anglade - Persécution
- Joeystarr - Le Bal des actrices
- Benoît Poelvoorde - Coco avant Chanel - L'amore prima del mito (Coco avant Chanel)
- Michel Vuillermoz -  Le Dernier pour la route

### Migliore attrice non protagonista
- Emmanuelle Devos - À l'origine
- Aure Atika - Mademoiselle Chambon
- Anne Consigny - Rapt
- Audrey Dana - Welcome
- Noémie Lvovsky - Il primo bacio (Les Beaux gosses)

### Migliore promessa maschile
- Tahar Rahim - Il profeta (Un prophète)
- Firat Ayverdi - Welcome
- Adel Bencherif - Il profeta (Un prophète)
- Vincent Lacoste - Il primo bacio (Les Beaux gosses)
- Vincent Rottiers - Je suis heureux que ma mère soit vivante

### Migliore promessa femminile
- Mélanie Thierry - Le Dernier pour la route
- Pauline Étienne - Qu'un seul tienne et les autres suivront
- Florence Loiret Caille - Je l'aimais
- Soko - À l'origine
- Christa Théret - LOL - Laughing Out Loud

### Migliore sceneggiatura originale
- Jacques Audiard, Thomas Bidegain, Abdel Raouf Dafri e Nicolas Peufaillit - Il profeta (Un prophète)
- Xavier Giannoli - À l'origine
- Jean-Paul Lilienfeld - La journée de la jupe
- Philippe Lioret, Emmanuel Courcol e Olivier Adam - Welcome
- Radu Mihăileanu e Alain-Michel Blanc - Il concerto (Le Concert)

### Migliore adattamento
- Stéphane Brizé e Florence Vignon - Mademoiselle Chambon
- Anne Fontaine e Camille Fontaine - Coco avant Chanel - L'amore prima del mito (Coco avant Chanel)
- Philippe Godeau e Agnès De Sacy - Le Dernier pour la route
- Laurent Tirard e Grégoire Vigneron - Il piccolo Nicolas e i suoi genitori (Le Petit Nicolas)
- Alex Réval e Laurent Herbiet - Gli amori folli (Les Herbes folles)

### Migliore fotografia
- Stéphane Fontaine - Il profeta (Un prophète)
- Christophe Beaucarne - Coco avant Chanel - L'amore prima del mito (Coco avant Chanel)
- Laurent Dailland - Welcome
- Éric Gautier - Gli amori folli (Les Herbes folles)
- Glynn Speeckaert - À l'origine

### Miglior montaggio
- Juliette Welfling - Il profeta (Un prophète)
- Célia Lafite-Dupont - À l'origine
- Hervé de Luze - Gli amori folli (Les Herbes folles)
- Andréa Sedlackova - Welcome
- Ludo Troch - Il concerto (Le Concert)

### Migliore scenografia
- Michel Barthélémy - Il profeta (Un prophète)
- Aline Bonetto - L'esplosivo piano di Bazil (Micmacs à tire-larigot)
- Maamar Ech Cheikh - OSS 117: Rio ne répond plus
- François-Renaud Labarthe - À l'origine
- Olivier Radot - Coco avant Chanel - L'amore prima del mito (Coco avant Chanel)

### Migliori costumi
- Catherine Leterrier - Coco avant Chanel - L'amore prima del mito (Coco avant Chanel)
- Chattoune & FAB - Coco Chanel & Igor Stravinsky
- Charlotte David - OSS 117: Rio ne répond plus
- Madeline Fontaine - L'esplosivo piano di Bazil (Micmacs à tire-larigot)
- Virginie Montel - Il profeta (Un prophète)

### Migliore musica
- Armand Amar - Il concerto (Le Concert)
- Alex Beaupain - Non ma fille, tu n'iras pas danser
- Alexandre Desplat - Il profeta (Un prophète)
- Cliff Martinez - À l'origine
- Nicola Piovani - Welcome

### Miglior sonoro
- Pierre Excoffier, Bruno Tarrière e Selim Azzazi - Il concerto (Le Concert)
- Pierre Mertens, Laurent Quaglio e Eric Tisserand - Welcome
- François Musy e Gabriel Hafner - À l'origine
- Brigitte Taillandier, Francis Wargnier e Jean-Paul Hurier - Il profeta (Un prophète)
- Jean Umansky, Gérard Hardy e Vincent Arnardi - L'esplosivo piano di Bazil (Micmacs à tire-larigot)

### Miglior film straniero
- Gran Torino, regia di Clint Eastwood
- Avatar, regia di James Cameron
- Milk, regia di Gus Van Sant
- J'ai tué ma mère, regia di Xavier Dolan
- Panico al villaggio (Panique au village), regia di Stéphane Aubier e Vincent Patar
- Il nastro bianco (Das weiße Band), regia di Michael Haneke
- The Millionaire (Slumdog Millionaire), regia di Danny Boyle

### Migliore opera prima
- Il primo bacio (Les Beaux gosses), regia di Riad Sattouf
- Le Dernier pour la route, regia di Philippe Godeau
- Espion(s), regia di Nicolas Saada
- La Première étoile, regia di Lucien Jean-Baptiste
- Qu'un seul tienne et les autres suivront, regia di Léa Fehner

### Miglior documentario
- L'Enfer d'Henri-Georges Clouzot, regia di Serge Bromberg e Ruxandra Medrea
- La Danse - Le ballet de l'Opéra de Paris, regia di Frederick Wiseman
- Himalaya, le chemin du ciel, regia di Marianne Chaud
- Home, regia di Yann Arthus-Bertrand
- Ne me libérez pas je m'en charge, regia di Fabienne Godet

### Miglior cortometraggio
- C'est gratuit pour les filles, regia di Claire Burger e Marie Amachoukeli
- ¿Dónde está Kim Basinger?, regia di Edouard Deluc
- La Raison de l'autre, regia di Foued Mansour
- Séance familiale, regia di Cheng-Chui Kuo
- Les Williams, regia di Alban Mench

### Premio César onorario
- Harrison Ford